# Zakręt przyhipokampowy
Zakręt przyhipokampowy, zakręt hipokampa (łac. gyrus parahippocampalis) – struktura anatomiczna kresomózgowia, część układu limbicznego.
Stanowi część kory mózgowej o funkcji kory węchowej drugorzędowej, entorynalnej. W numeracji ośrodków korowych jej numer to 28 pole Brodmanna.
Pierwszorzędowa kora węchowa położona jest na haku hipokampa (34 pole Brodmana).